# تيمور بيكمامبيتوف
تيمور بيكمامبيتوف (بالكازاخية: Темір Нұруақытұлы Бекмамбетов) هو مخرج سنمائي ومنتج أفلام وكاتب سيناريو كازاخستاني. وهو مشهور بمشاركته في الأفلام الأمريكية التالية: «نايت واتش» (2004) و«دي واتش» (2006) ووانتد (2008) وفيلم ابراهام لنكولن: صياد مصاص الدماء (2012).

## روابط خارجية
- تيمور بيكمامبيتوف على موقع IMDb (الإنجليزية)
- تيمور بيكمامبيتوف على موقع ألو سيني (الفرنسية)
- تيمور بيكمامبيتوف على موقع أول موفي (الإنجليزية)
- تيمور بيكمامبيتوف على موقع بوكس أوفيس موجو (الإنجليزية)
- تيمور بيكمامبيتوف على موقع قاعدة بيانات الأفلام السويدية (السويدية)
- تيمور بيكمامبيتوف على موقع قاعدة بيانات الفيلم (الإنجليزية)
- تيمور بيكمامبيتوف على موقع كينوبويسك (الروسية)